# Danne Sundman
Pour les articles homonymes, voir Sundman.
Dan-Anders Erik « Danne » Sundman, né le 6 décembre 1973 à Finström et mort le 24 novembre 2018, est un homme politique ålandais.
Devenu leader du parti Obunden Samling en 1996, il entre au Lagting, le parlement régional, en mars 1999, mais abandonne son siège après les élections législatives d'octobre pour devenir ministre des Nouvelles technologies au sein du gouvernement de Roger Nordlund. Il retrouve son siège de député en 2001 et a été réélu systématiquement depuis, en 2003, 2007 et en 2011.